# Honorowi obywatele Bytomia
Honorowi obywatele Bytomia – osoby, którym nadano honorowe obywatelstwo miasta Bytomia (do 1945 roku Beuthen). Tytuł nadawano co najmniej od 1885 roku. Do 2020 roku otrzymało go ponad 20 osób. 

## Historia
30 marca 1853 roku uchwalono ordynację miejską w kwestii nadawania tytułu honorowego obywatelstwa Bytomia. Do 1926 roku tytuł otrzymało co najmniej 11 osób; nie wiadomo, czy poniższa lista wyróżnionych osób jest kompletna. Tradycja nadawania honorowego obywatelstwa Bytomia została wznowiona w 2004 roku, w 750. rocznicę nadania Bytomiowi praw miejskich.
17 grudnia 2003 roku uchwalono Regulamin nadawania tytułu Honorowego Obywatela Miasta Bytomia, stanowiący załącznik nr 7 do Statutu Miasta, gdzie zaznaczono, że tytuł nadaje się osobom szczególnie zasłużonym dla Miasta. Współcześnie, Zaszczytny tytuł Honorowego Obywatela Miasta Bytomia jest zarezerwowany dla postaci szczególnie zasłużonych dla naszego miasta. Jest uroczystym i podniosłym świadectwem wyjątkowego uznania przedstawicieli lokalnej społeczności dla osób o wspaniałych sukcesach, dorobku i autorytecie, postaci, które mają trwały i niepowtarzalny wkład w historię, rozwój, znaczenie i pozycję miasta. Honorowy obywatel jest wpisywany do Księgi Pamiątkowej Honorowych Obywateli Miasta Bytomia, prowadzonej przez Biuro Rady Miejskiej. Wpis powinien zawierać także datę nadania Tytułu oraz krótkie uzasadnienie decyzji. Księga jest prowadzona przez Biuro Rady Miejskiej.

## Honorowi obywatele Bytomia
| Ilustracja | Imię i nazwisko           | Informacje i związki z miastem | Data nadania tytułu                                      |
| ---------- | ------------------------- | --- | -------------------------------------------------------- |
|            | Josef Richter             | kupiec, radny miejski przez 53 lata, otrzymał tytuł z okazji 50. rocznicy zasiadania w radzie miejskiej; miał udział w powstaniu żydowskiej szkoły powszechnej oraz sądu powiatowego | 9 stycznia 1885                                          |
|            | Hugo Heer                 | doktor medycyny, królewski radca zdrowia, członek rady miejskiej w Bytomiu przez 45 lat, otrzymał tytuł z okazji jubileuszu pięćdziesięciolecia doktora medycyny, we wdzęcznym uznaniu ogromnych zasług, jakie położył dla miasta i jego mieszkańców w okresie czterdziestolecia działalności członka rady miejskiej i lekarza miejskiego | 14 listopada 1886                                        |
|            | Moritz Mannheimer         | doktor medycyny, właściciel kopalń, przez 40 lat zasiadał w radzie miejskiej, 37 lat był jej przewodniczącym, dzięki niemu założono miejską kasę oszczędności, gimnazjum zostało upaństwowione, a Bytom zyskał status miasta wydzielonego                                                                                                 | 12 grudnia 1893                                          |
|            | Paul Jackisch             | mistrz budowlany, radny miejski, otrzymał tytuł z okazji 70. rocznicy urodzin | 17 lipca 1895                                            |
|            | Robert Wohlfahrt          | mistrz malarski, radny miejski i radca miejski, pracownik urzędu stanu cywilnego, otrzymał tytuł z okazji 80. rocznicy urodzin oraz 25. rocznicy zasiadania w magistracie | 22 września 1896 (dyplom wręczono 16 października 1896 ) |
|            | Carl Kohlsdorfer          | mistrz szewski, właściciel fabryki obuwia, radny miejski przez 40 lat, otrzymał tytuł w 80. rocznicę urodzin za jego doskonałą, cechującą się bezstronnością i poświęceniem działalność, w uznaniu jego wielkich zasług dla miasta | 10 marca 1906                                            |
|            | Friedrich Schweitzer      | mistrz ciesielski, radny oraz przewodniczący komisji budowlanej, otrzymał tytuł za wielkie zasługi w kształceniu młodzieży z okazji srebrnego jubileuszu zasiadania w magistracie | 28 lutego 1908 (dyplom wręczony 6 marca 1908)            |
|            | Adolf Wermund             | mydlarz, świecarz, radny miejski, założyciel parku miejskiego wraz z niewielkim ogrodem zoologicznym | 28 lutego 1908 (dyplom wręczony 6 marca 1908)            |
|            | Ignatz Hakuba             | kupiec, właściciel hurtowni piwa, radny miejski, ufundował ołtarze i witraże do bytomskich kościołów: Wniebowzięcia Najświętszej Maryi Panny oraz św. Jacka | październik 1910 (niewręczone z powodu śmierci)          |
|            | Paul von Hindenburg       | feldmarszałek, prezydent Rzeszy, w dniach 21–28 września 1916 roku przebywał w gmachu bytomskiego gimnazjum, otrzymał tytuł z okazji 50. rocznicy służby wojskowej | 8 kwietnia 1916                                          |
|            | Georg Brüning             | burmistrz Bytomia przez 36 lat, za jego kadencji liczba ludności miasta zwiększyła się przeszło trzykrotnie, dokonano licznych inwestycji; otrzymał tytuł w swe 75. urodziny | 12 sierpnia 1926                                         |
|            | Josef Joachim Adamczyk    | polityk, członek NSDAP, Landeshauptmann prowincji Górny Śląsk | 21 czerwca 1933                                          |
|            | Adolf Hitler              | polityk, kanclerz III Rzeszy; z okazji nadania tego tytułu rzeźbiarz Walter Tuckermann wykonał popiersie górnika z górnośląskiego węgla o wadze dwóch cetnarów | 21 czerwca 1933                                          |
|            | Wilhelm Frick             | polityk, członek NSDAP, minister spraw wewnętrznych III Rzeszy, otrzymał tytuł na 60. urodziny | 1937                                                     |
|            | Wiesław Ochman            | tenor, solista bytomskiej Opery Śląskiej, wspomagał finansowo Szkołę Muzyczną i Szkołę Baletową w Bytomiu | 16 grudnia 2004                                          |
|            | Aleksander Romuald Sieroń | profesor zwyczajny nauk medycznych, kierownik Katedry i Klinik Chorzów Wewnętrznych, Angiologii i Medycyny Fizykalnej śląskiego Uniwersytetu Medycznego w Bytomiu | 6 marca 2006                                             |
|            | Jan Drabina               | profesor zwyczajny, historyk – autor m.in. prac o historii Bytomia, współpracownik Muzeum Górnośląskiego w Bytomiu, prezes Towarzystwa Miłośników Bytomia | 20 listopada 2008                                        |
|            | Hubert Kowol              | ksiądz prałat, proboszcz bytomskiej parafii św. Barbary w latach 1965–2000 | 22 czerwca 2009                                          |
|            | Johannes Gayda            | działacz na rzecz polsko-niemieckiej współpracy, koordynował współpracę pomiędzy Bytomiem a Recklinghausen; urodzony w Bytomiu | 14 listopada 2013                                        |
|            | Jerzy Pieniążek           | doktor nauk medycznych, ordynator Oddziału Neurochirurgii i Neurotraumatologii Wojewódzkiego Szpitala Specjalistycznego w Bytomiu, dyrektor tegoż szpitala | 12 listopada 2014                                        |
|            | Waldemar Legień           | judoka, wychowanek klubu Czarni Bytom | 8 października 2016                                      |
|            | Tadeusz Serafin           | dyrygent, wieloletni dyrektor bytomskiej Opery Śląskiej, absolwent Liceum Muzycznego w Bytomiu | 30 marca 2017                                            |
|            | Piotr Obrączka            | literaturoznawca, profesor zwyczajny, znawca historii Bytomia | 4 kwietnia 2018                                          |
|            | Anita Olejek              | profesor nauk medycznych, kierownik Oddziału Klinicznego Ginekologii, Położnictwa i Ginekologii Onkologicznej Szpitala Specjalistycznego nr 2 w Bytomiu | 16 października 2018                                     |